# 劉季真
劉 季真（りゅう きしん、生年不詳 - 620年）は、中国の隋末唐初に割拠した群雄の一人。離石胡の出身。

## 生涯
614年、父の劉龍児が隋に叛いて起兵し、劉王を自称した。季真は太子となり、弟の劉六児は永安王を称した。連年にわたって隋の将軍の潘長文の攻撃を受けたが、屈服しなかった。のちに隋の虎賁郎将梁徳に敗れて、劉龍児は戦死した。
617年、季真と劉六児は人々を集めて再び起兵し、劉武周についた。季真は石州を攻め落として、突利可汗を自称し、劉六児を拓定王とした。唐の西河公張綸と真郷公李仲文の討伐を受けて、季真は唐に降伏し、石州総管に任ぜられ、李姓を賜り、彭山郡王に封ぜられた。620年、宋金剛が澮州で唐軍と戦い、長期戦になると、季真は再び劉武周についた。劉武周・宋金剛が唐軍に敗れると、李世民は劉六児を捕らえて斬り、季真は馬邑の高満政のもとに逃れたが、まもなく殺害された。

## 伝記資料
- 『旧唐書』巻56 列伝第6「劉季真伝」
- 『新唐書』巻87 列伝第12「劉季真伝」